# ファイナルバニー
ファイナルバニーは、1997年にオリンピアが開発・販売したパチスロ機である。4号機、Aタイプ。

## 概要
3号機の『バニーX・O』以降、実に5年振りのバニーシリーズ復活。ズレ目、単チェ、そしてフルーツゲームのこの3拍子こそが『バニーガール』の真髄であったにもかかわらず『バニーX・O』は規定上フルーツゲームの搭載は不可能、そしてズレ目未搭載というため、同社唯一の3号機（2機種目は意図的に制作しなかった）であったが日の目を見ることはなかった。
そして本機は3号機以降禁止されているため、さすがにフルーツゲームは搭載できなかったものの、ズレ目に単チェとバニーシリーズの伝統を踏襲し『バニーガール』の再来となった。当時は技術介入全盛の時代であり、15枚獲得できるオレンジ絵柄が配列上右リールに4コマしかなく、更には中リールには1コマしか存在しないので、取りこぼしに注意しなければならない。
ビッグボーナス中はリプレイはずしも可能で、効果もなかなか高い。更に難易度もそこまで高くない。ボーナス確率も、当時のAタイプ特有の高い合成確率を誇り、他社のAタイプマシンにひけを取らないスペックを実現させた。
名前の通り、本機がバニーシリーズの最後になるものだと誰もがそう思ったのだが、数年後に『スペースバニー』の登場によりバニーシリーズが突如復活するのである。ちなみに本機は特に真新しい機能などは採用されず、フルーツゲーム未搭載というのが大きく響いたのか、ヒットに至らなかった。当時、同社のマシンはこれといった機能などなく、トップメーカーとしては屈辱的な低迷期を迎えていたのであった。その後、低迷期を脱出するのは『ビーナスライン』の登場を待たねばならなかった。

## スペック
- ボーナス確率（メーカー発表値）

| 設定 | BIG確率 | REG確率 | 機械割 |
| ---- | ------- | ------- | ------ |
| 1    | 1/309   | 1/431   | 94%    |
| 2    | 1/287   | 1/431   | 97%    |
| 3    | 1/269   | 1/420   | 100%   |
| 4    | 1/252   | 1/410   | 102%   |
| 5    | 1/240   | 1/410   | 104%   |
| 6    | 1/240   | 1/328   | 106%   |

## 関連商品
- 『パチスロ帝王～バニーガールSP～』（メディアエンターテイメント、2001年8月9日、プレイステーション用ゲームソフト）